# 源師子
源師子，日本第七十二代白河天皇女御，父親是右大臣源顯房，母親是源隆子（源隆俊之女），為中宮藤原賢子同母妹。侍於上東門院時，白河天皇暗中臨幸。生覺法法親王。
後來嫁給藤原忠實，生藤原泰子、藤原忠通。

## 來源
【大日本史卷之八十一 列傳八 后妃八 （页面存档备份，存于）】
公卿類別譜